# 1022 Olympiada
1022 Olympiada är en asteroid i huvudbältet som upptäcktes den 23 juni 1924 av den ryske astronomen Vladimir Aleksandrovich Albitskij. Dess preliminära beteckning var 1924 RT. Asteroiden namngavs senare efter upptäckarens moder Olimpiada Albitskaya.
Olympiadas senaste periheliepassage skedde den 14 oktober 2022. Dess rotationstid har beräknats till 3,822 timmar.